# Aki bújt, aki nem (film, 2001)
Az Aki bújt, aki nem (eredeti címe: Jeepers Creepers) 2001-ben bemutatott amerikai horrorfilm, melyet Victor Salva írt és rendezett. A főbb szerepekben Gina Philips, Justin Long és Jonathan Breck látható. 2001. augusztus 31-én mutatták be az Egyesült Államokban. Magyarországon 2002. október 31-én jelent meg a mozikban. Habár a kritikusokat megosztotta a produkció, kereskedelmileg jól teljesített. Két Szaturnusz-díjra is jelölték a 28. Szaturnusz-gálán.
A produkció több folytatást és egy remake-et is megért. 2003-ban jelent meg az Aki bújt, aki nem 2. – A második este, majd ezt 2017-ben a harmadik rész követte, a Jeepers Creepers 3. 2022-ben mutatták be a remake-et Aki bújt, aki nem 4. – Újjászületés címmel.

## Cselekmény
Trish és Darry testvérek, akik a tanítási szünetre utaznak haza a főiskoláról. Miközben egy országúton haladnak és beszélgetnek, a rádióban a „Jeepers Creepers” című dal szól. Egy öreg teherautóval egy idegen éri utol őket, aki közel hajt, dudál, és veszélyesen előz. Később, miközben egy régi kápolna mellett haladnak el, látják, hogy a sofőr egy emberi testre emlékeztető valamit dob egy lyukba. Az idegen észreveszi őket, és üldözőbe veszi, majd leszorítja őket az útról. Darry ragaszkodik hozzá, hogy visszaforduljanak, hogy megvizsgálják a kápolnánál lévő lyukat. A páncélteremben megcsonkított és konzervált holttesteket fedeznek fel, amelyek műalkotásként vannak a falakra és a mennyezetre szegezve. A testvérek elmenekülnek.
A benzinkúton felhívják a rendőrséget, de Darry egy másik hívást is kap. A nő a telefonban figyelmezteti, hogyha meghallja a "Jeepers Creepers" című számot, menekülnie kell az életéért. Darry nem veszi komolyan a figyelmeztetést. Amikor a rendőrség megérkezik, Darry és Trish autóját felforgatták. Mikor meghallják a "Jeepers Creepers"-t, az idegen a rendőrautó tetejére pattan, és megöli a rendőröket. Mikor a lény elveszi az egyik rendőr nyelvét, a testvérek elmenekülnek, és egy hölgy házában találnak menedékre, akinek sok macskája van. Az idős asszony többször is rálő a lényre puskájával, de nem tud ártani neki, és az idegen végez vele. Az ismét menekülő Trish többször is átgázol az idegenen, hogy végleg végezzen vele. Miközben a földön fekszik, egy szárny pattan ki a hátából, és megpróbál elrepülni, de nem sikerül neki. Trish és Darry otthagyja őt.
A testvéreknek végül sikerül elmenekülniük egy rendőrőrsre. Ott bukkan fel az a nő, aki telefonon beszélt a testvérekkel. Elmondja nekik, hogy a neve Jezelle Hartman, és látnok. Elmagyarázza nekik, hogy a lény minden 23. tavasszal életre kel, hogy 23 napon keresztül emberekre vadásszon, és testrészeikkel táplálkozzon. Azért vadászik a testvérekre, mert van bennük valami, amit nyilvánvalóan ő is szeretne birtokolni. Azzal, hogy valakit megijeszt, „kiszagolja”, hogy az illetőnek melyik része felel meg az igényeinek. Ha elhangzik a „Jeepers Creepers” című dal, nincs kiút.
A halottnak hitt lény nem sokkal később belép a rendőrőrsre. A lény a foglyokkal regenerálódik, és nem fognak rajta a golyók. A látnok elmagyarázza, hogy annyi szívet felfalt, hogy a sajátja soha nem tud megállni. Röviddel ezután a lény megtámadja a jósnőt, de életben hagyja, mert láthatóan nincs semmi, amit meg akar enni. A lény elkapja Darry-t, mire Trish könyörög neki, hogy őt vigye el a bátyja helyett. A lény látszólag megfontolja, de aztán Trish csak tehetetlenül nézheti, ahogy az ablakon keresztül eltűnik az éjszakában a zsákmányával együtt.

## Szereplők
| Szerep                 | Színész               | Magyar hangja   |
| ---------------------- | --------------------- | --------------- |
| Trish Jenner           | Gina Philips          | Solecki Janka   |
| Darry Jenner           | Justin Long           | Simonyi Balázs  |
| a lény / kopasz rendőr | Jonathan Breck        | n.a             |
| Jezelle Gay Hartman    | Patricia Belcher      | Szabó Éva       |
| a macskás hölgy        | Eileen Brennan        | Várnagy Katalin |
| David Tubbs őrmester   | Brandon Smith         | Csuja Imre      |
| Beverly pincérnő       | Peggy Sheffield       | Koffler Gizella |
| étteremfőnök           | Jeffrey William Evans | n.a             |
| Binky Plutzker         | Patrick Cherry        | Földi Tamás     |
| Robert Gideon rendőr   | Jon Beshara           | Beratin Gábor   |
| Natasha Weston rendőr  | Avis-Marie Barnes     | n.a             |
| rendőr a fogdában      | Steve Raulerson       | Kajtár Róbert   |
| Roach                  | Tom Tarantini         | Bodrogi Attila  |

## Fogadtatás

### Kritikai visszhang
A film vegyes reakciókat váltott ki. A Rotten Tomatoeson 46%-os minősítést kapott 115 értékelés alapján, az összefoglaló szerint: „Az Aki bújt, aki nem ígéretesen indul. Sajnos a feszültség a film előrehaladtával gyorsan műfaji klisékbe torkollik.”. Kevin Thomas a Los Angeles Timestól azt írta: „A nevetést a hátborzongatóval ötvöző, okos thriller, amely kielégíti a nyár végi szórakozásra vágyó horrorrajongókat.” Mike Clark a USA Todaytől azt írta: „Az Aki bújt, aki nem nem egy nagyvásznas film, de túléli a 40 perces próbafelvételt, mielőtt szemétté válna.” Kevin Courrier a Globe and Mailtől azt írta: „Az Aki bújt, aki nem talán stílusosan baljós megjelenésű, de kezdetleges termék.”
A Metacritic 49 pontot adott a 100-ból 24 vélemény alapján. Stephen Hunter a Washington Posttól azt írta: „Lehet, hogy felkavar, lehet, hogy megnevettet. Én a felkavart fajtából vagyok. Nem akarok ezzel a fickóval találkozni a sötétben, pedig évek óta találkozom vele az álmaimban. Mindannyian találkoztunk.” Jonathan Foreman a New York Posttól azt írta: „Az Aki bújt, aki nem első félórája annyira ijesztő, hogy szinte megkönnyebbülés, amikor a film ezt követően butaságba fullad.” Loren King a Boston Globe-tól azt írta: „A sántító forgatókönyv szerint a szereplők nem egyszer mondják azt, hogy „Tűnjünk el innen!”. Vagy talán csak a közönség egy bölcs tagja beszél.”

### Bevételi adatok
A Box Office Mojo szerint a film nyereséges volt. A 10 millió dolláros költségvetésre 59 millió dolláros bevételt generált.

## Fontosabb díjak és jelölések
| Esemény             | Díj            | Kategória                            | Eredmény |
| ------------------- | -------------- | ------------------------------------ | -------- |
| 28. Szaturnusz-gála | Szaturnusz-díj | Legjobb horrorfilm                   | Jelölve  |
| 28. Szaturnusz-gála | Szaturnusz-díj | Legjobb fiatal színész – Justin Long | Jelölve  |